# Łutselk'e
| Lutselk'e Lutsel K'e                 |                         |
|                                      |                         |
| Coordenadas: 62°24′19"N, 110°44′19"O |                         |
| Território                           | Territórios do Noroeste |
|                                      |                         |
| Área                                 |                         |
| - Cidade                             | 43,01 km², 16,61 mi²    |
| Altitude                             | 168 m, 551 ft           |
| Fuso horário                         | UTC -7/-6               |
| População (2006)                     |                         |
| - Cidade                             | 1 302                   |

Lutselk'e (lugar do lutsel, um tipo de peixe), também pronunciada como Lutsel K'e é uma autoridade designada  localizada na Região de North Slave, nos Territórios do Noroeste, Canadá. A comunidade localiza-se na margem sul do Grande Lago do Escravo, e até 1992 era conhecida como Snowdrift por localizar-se perto da nascente do Rio Snowdrift.
Possui uma população de 318 habitantes, de acordo com o censo de 2006.
A comunidade faz parte das Primeiras Nações com o governo de Lutselk'e Dene First Nation no Governo Territorial de Akaitcho.